# Herbert Kickl
Herbert Kickl, född 19 oktober 1968 i Villach, är en österrikisk högerextrem politiker. Sedan 2019 är han partiledare för Frihetspartiet. Mellan 2017 och 2019 var han inrikesminister i Sebastian Kurz regering.

## Biografi
Kickls växte upp i en arbetarklassfamilj Radenthein i södra Österrike. Efter avslutad skolgång gjorde han frivillig värnplikt inom Österrikiska Bundeswehrs så kallade fjälljägare. Han flyttade sedan till Wien för att studera filosofi och historia vid Wiens universitet, men han avlade aldrig någon examen. I mitten av 1990-talet började Kickl engager sig i Jörg Haiders Frihetsparti (FPÖ). Kickl blev talskrivare och politisk medarbetare till Haider och fick med tiden en framskjuten position inom partiet. När Haider lämnade partiet år 2005 fortsatte Kickl att arbeta för efterföljaren Heinz-Christian Strache.
Mellan 2017 och 2019 var Kickl inrikesminister i Sebastian Kurz regering. 2019 blev han ordförande för FPÖ. År 2024 vann FPÖ österrikiska parlamentsvalet med nästan 29 procent av rösterna. Den 6 januari 2025 utnämnde Österrikes president Alexander van der Bellen honom till regeringssonderare.
Kickl är uttalat invandrarfientlig och använder sig av begrepp som kan associeras till Hitler, till exempel vill han vara en "Volkskanzler", folkets kansler, vilket Hitler kallade sig.
Han är gift och har en son.